# Karlo Bartolec
Karlo Bartolec, född 20 april 1995, är en kroatisk fotbollsspelare som spelar för Astana.

## Karriär
Bartolec debuterade för Lokomotiva Zagreb i Prva HNL den 15 mars 2014 i en 3–2-förlust mot Rijeka, där han blev inbytt i den 27:e minuten mot Tomislav Barbarić.
Den 28 augusti 2016 värvades Bartolec av FC Nordsjælland. I maj 2019 värvades Bartolec av FC Köpenhamn, där han skrev på ett fyraårskontrakt. Den 2 augusti 2021 värvades Bartolec av Osijek, där han skrev på ett treårskontrakt.
Den 23 januari 2023 värvades Bartolec av ungerska Puskás Akadémia, där han skrev på ett 1,5-årskontrakt. Den 1 september 2023 blev Bartolec klar för en återkomst i Lokomotiva Zagreb. I juni 2024 skrev han på ett 1,5-årskontrakt med kazakiska Astana.